# Michel Rocard
Michel Rocard (født 23. august 1930 i Courbevoie - 2. juli 2016) var en fransk politiker og medlem af Parti Socialiste. Han var premierminister under François Mitterrand i perioden 10. maj 1988 – 15. maj 1991, og skabte et socialt velfærdsprogram (Revenu minimum d'insertion) som sørgede for en minimums-velfærd for landets fattige.
Han var til sin død et medlem af Europa-parlamentet.
| Efterfulgte: Jacques Chirac | Frankrigs premierministre 1988–1991 | Efterfulgtes af: Édith Cresson |